# Zeddeco
Zeddeco war ein französischer Hersteller von Automobilen. Andere Quellen verwenden die Schreibweise Zedeco und Zedecco.

## Unternehmensgeschichte
Das Unternehmen begann 1905 mit der Produktion von Automobilen. Der Markenname lautete Zeddeco. 1906 endete die Produktion.

## Fahrzeuge
Das einzige Modell war ein Elektroauto. Zwei Elektromotoren von den Lohner-Werken in den Vorderrädern sorgten für den Antrieb.